# Морган (окръг, Джорджия)
Вижте пояснителната страница за други значения на Морган.
Окръг Морган (на английски: Morgan County) е окръг в щата Джорджия, Съединени американски щати. Площта му е 919 km², а населението - 17 496 души. Административен център е град Мадисън.